# Volodymyr V"jatrovyč
Volodymyr Mychajlovyč V"jatrovyč (in ucraino Володи́мир Михайлович В'ятро́вич?; 7 luglio 1977) è uno storico e politico ucraino, direttore dell'Istituto ucraino per la memoria nazionale dal 25 marzo 2014 fino a settembre 2019.
È candidato al dottorato di ricerca in scienze storiche. È stato Direttore del "Centro di Ricerca del Movimento di Liberazione" dal 2002 al 2010. V"jatrovyč è membro del consiglio di amministrazione del Museo nazionale-memoriale delle vittime dei regimi di occupazione "Prigione di via Lonc'kij [o via Łącki]". Dal 2008 al 2010 è stato direttore degli archivi del Servizio di sicurezza dell'Ucraina. Nel 2010-2011 è stato il principale studioso invitato presso l'Istituto di ricerca ucraino dell'Università di Harvard, occupandosi in particolare dei documenti d'archivio di Mykola Lebed. Nelle elezioni parlamentari ucraine del 2019 V"jatrovyč si è candidato nella lista elettorale del partito Solidarietà Europea. Dal 3 dicembre 2019 è membro del Parlamento ucraino.
V"jatrovyč è visto come una figura controversa sia in Ucraina sia all'estero. È stato accusato di "imbiancare" la storia dell'Ucraina, sminuendo o occultando il coinvolgimento dei nazionalisti ucraini nella pulizia etnica dei polacchi, il coinvolgimento nell'Olocausto e la collaborazione con la Germania nazista. V"jatrovyč ha anche sostenuto leggi che limitano la libertà di parola e la libertà accademica, tanto da essere descritto come un "commissario della memoria".

## Biografia e carriera accademica (1994-oggi)
Dal 1994 al 1999 V"jatrovyč è stato studente presso la facoltà di storia dell'Università di Leopoli, dove si è specializzato in storia ucraina. Nel 2004 ha difeso la sua tesi di dottorato: “Le incursioni dell'UPA oltre i confini ucraini nell'ambito della creazione di una rivoluzione nazional-democratica anti-totalitaria tra le nazioni dell'Europa centro-orientale”. Aveva già pubblicato un libro sull'argomento nel 2001.
Da novembre 2002 a marzo 2008 V"jatrovyč è stato direttore del Centro per lo Studio del Movimento di Liberazione, con sede a Leopoli. Nel 2005 e nel 2006 ha insegnato presso l'Università Cattolica Ucraina. In quel periodo ha redatto il primo corso di istruzione superiore ucraina su "Il movimento di liberazione ucraino dagli anni '20 agli anni '50" per gli studenti delle facoltà storiche dell'Università Cattolica e dell'Università "Ivan Franko" di Leopoli.
Da agosto 2005 a dicembre 2007 V"jatrovyč è stato ricercatore associato presso l'Istituto I. Krip"jakevyč per gli studi ucraini presso l'Accademia nazionale delle scienze di Kiev.
Nel 2010-2011 ha lavorato negli Stati Uniti presso l'Ukraine Research Institute dell'Università di Harvard.
V"jatrovyč successivamente divenne direttore del Centro per la storia dell'edilizia statale in Ucraina presso l'Università nazionale "Accademia Moghila di Kiev".

## Istituto per la Memoria nazionale (2007–2019)

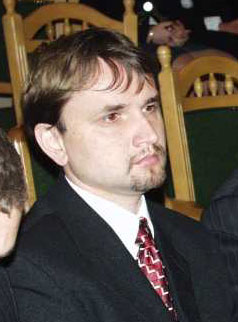
Viatrovič nel 2006

Tra maggio 2007 e gennaio 2008, V"jatrovyč è stato rappresentante dell'Istituto ucraino per la memoria nazionale per l'Oblast' di Leopoli.
Nel 2008 ha servito come consulente di ricerca per il progetto internazionale "Ukraine Remembers, the World Acknowledges" che mirava a rendere popolare il tema dell'Holodomor, la carestia del 1932-1933 in Ucraina, e, attraverso il lobbying internazionale, a ottenere il riconoscimento mondiale che questo fu un atto di genocidio. Da gennaio a ottobre 2008 V"jatrovyč è stato a capo del dipartimento degli archivi dell'Istituto per la memoria nazionale dell'Ucraina.
Da ottobre 2008 a marzo 2010 V"jatrovyč è stato consulente per la ricerca di Valentyn Nalyvaichenko, capo del Servizio di sicurezza dell'Ucraina (SBU). V"jatrovyč è stato una forza trainante dietro l'idea di mettere Stalin e altri capi sovietici dell'epoca sotto processo per genocidio per la loro parte nell'Holodomor. Sono stati giudicati colpevoli nel gennaio 2010 dalla Corte d'Appello di Kiev.
V"jatrovyč è stato fiduciario del "Museo nazionale della prigione di Lonc'kij-Monumento alle vittime dei regimi di occupazione" a Leopoli, da quando è stato istituito e aperto al pubblico nel 2009. Da marzo 2008 presiede il consiglio di ricerca del Centro Studi del Movimento di Liberazione (Leopoli).
Il 25 marzo 2014 V"jatrovyč è stato nominato Direttore dell'Istituto ucraino per la memoria nazionale. Nel settembre 2019 il Consiglio dei Ministri ha destituito V"jatrovyč dalla carica di direttore.

## Attivismo politico (2004, 2013-2015)
Quando la Rivoluzione arancione ha avuto luogo nel 2004 V"jatrovyč ha preso parte attiva, presumibilmente come leader del movimento giovanile PORA ("È ora", in ucraino).
Durante le proteste di Euromaidan nel 2013 V"jatrovyč ha chiesto misure attive contro le autorità. Ha coordinato manifestazioni di massa e guidato una colonna di attivisti per bloccare gli edifici governativi e il parlamento ucraino.
Parlando della rotazione degli attivisti di Euromaidan ha ricordato le attività dell'Esercito insurrezionale ucraino (UPA): “Negli anni Quaranta e Cinquanta le condizioni della clandestinità erano peggiori: non si usciva temporaneamente per tornare al lavoro, ma perché un compagno se n'era andato per sempre. Ecco perché ce la faremo!” Ha anche commentato: "Non intendiamo fermarci dopo il cambio di regime in Ucraina, quando ci saremo liberati del governo di Janukovyč".
Nel maggio 2015 il presidente Petro Porošenko ha approvato quattro leggi sulla decomunizzazione in Ucraina. Volodymyr V"jatrovyč è stato coinvolto nella stesura di due di queste leggi. Le condanne penali imposte da questi atti e la loro formulazione sono state oggetto di critiche all'interno del paese e all'estero. La legge "Sull'accesso agli archivi dei corpi repressivi del regime totalitario comunista dal 1917 al 1991" poneva gli archivi di stato sulla repressione durante il periodo sovietico sotto la giurisdizione dell'Istituto ucraino per la memoria nazionale, allora diretto da Volodymyr V"jatrovyč.

## Elezioni parlamentari 2019
Nelle elezioni parlamentari ucraine del 2019 V"jatrovyč è stato il numero 25 nella lista elettorale di Solidarietà Europea. Sono stati eletti solo i primi 23 candidati. Ma dopo che Iryna Lucenko ha rinunciato al suo mandato, V"jatrovyč l'ha sostituita e ha prestato giuramento come deputato popolare dell'Ucraina il 3 dicembre 2019. La numero 24 della lista elettorale di Solidarietà Europea, Natalija Bojko, ha rinunciato al suo diritto di entrare in parlamento a favore di V"jatrovyč.
Nelle elezioni amministrative ucraine del 2020, V"jatrovyč si è candidato al Consiglio dell'Oblast' di Ivano-Frankivsk come primo numero nella lista della Solidarietà Europea. Non ha occupato il posto che gli era stato assegnato.

## Premi e onorificenze
- Croce di Ivan Mazepa (2009)[15], come capo dipartimento del Servizio di sicurezza dell'Ucraina.
- Premio Vasyl' Stus (2012),[16] per il suo libro "Storia contrassegnato come 'Materiale classificato'", 2011.

## V"jatrovyč come storico (2002-2012)
Il primo libro di Volodymyr V"jatrovyč sui raduni dell'Esercito insurrezionale ucraino (UPA) in Cecoslovacchia è stato scritto sulla base della sua tesi di dottorato. Era dedicato ad un'area poco esplorata, e che questo lavoro è stato apprezzato e probabilmente ha portato alla nomina di Viatrovich a direttore del TsDVR (Centro Studi del Movimento di Liberazione).

### Armija bezsmertnych(2002)
Il suo terzo libro Armija bezsmertnych (Армія безсмертних, 2002) è stato discusso alcuni anni dopo sul sito in Rete Polit.ru dal professor Aleksej I. Miller del Central European University di Budapest e dallo storico ucraino Heorhij Kas'janov dell'Università nazionale "Accademia Moghila di Kiev". Dal punto di vista di Miller il libro era essenzialmente una glorificazione dell'Organizzazione dei Nazionalisti Ucraini (OUN) e dell'Esercito insurrezionale ucraino (UPA). Molte fonti storiche sono state ignorate nella scrittura del libro, dice Miller, e sono state citate storie falsificate. V"jatrovyč ha preferito ignorare tutte le critiche al libro che hanno avuto origine all'interno della comunità accademica, afferma Miller.
Nel 2013 preoccupazioni simili sulla discussione del passato, il ruolo e l'influenza di Volodymyr V"jatrovyč e l'impatto di opinioni divergenti sul presente sono state sollevate in una discussione a seguito di un seminario della Columbia University su "Russian and Ukraine Nationalism: Entangled Histories".

### Atteggiamenti dell'OUN verso gli ebrei(2006)
Questo libro fornisce una visione unilaterale dell'atteggiamento dell'OUN nei confronti degli ebrei. Il libro ritrae i nazionalisti ucraini e l'UPA come un movimento di "liberazione nazionale" e nega qualsiasi accusa alla loro collaborazione con la Germania nazista e al coinvolgimento nell'Olocausto. Nel suo libro Viatrovich presenta un solo articolo critico sull'antisemitismo dell'OUN, con l'unico scopo di liquidarlo immediatamente. John-Paul Himka e Taras Kurylo descrivono la metodologia di Viatrovich come segue:
"V'iatrovych riesce a scagionare l'OUN dalle accuse di antisemitismo e di complicità nell'Olocausto solo impiegando una serie di procedure molto dubbie: rifiutando le fonti che compromettono l'OUN, accettando acriticamente le fonti censurate dei circoli OUN emigrati, non riconoscendo l'antisemitismo nei testi dell'OUN, limitando la base delle fonti ai proclami e alle decisioni ufficiali dell'OUN, escludendo la memorialistica ebraica, rifiutando di considerare i fattori contestuali e comparativi, non consultando le collezioni di documenti tedeschi e ignorando la massa di monografie storiche sull'argomento scritte in lingua inglese e tedesca."
Altri autori concordano sul fatto che questo libro sia un tentativo di negare i crimini dell'Organizzazione dei Nazionalisti Ucraini (OUN) contro gli ebrei e di respingere le accuse di antisemitismo. Secondo l'opinione di Kurylo e Himka, questo lavoro fa meno per comprendere la storia, ma fa molto per distorcerla, tuttavia contiene un materiale interessante e costituisce la base per ulteriori discussioni sul rapporto dell'OUN e dell'UPA con gli ebrei.
Come esempio di presunta collaborazione di ebrei con l'UPA e come prova della mancanza di antisemitismo delle forze nazionaliste ucraine, V"jatrovyč menziona Lejba Dubrovs'kyj (o Dobrovskii), un presunto membro ebreo dell'UPA e presunto autentico nazionalista ucraino. Tuttavia, in realtà Dubrovs'kyj era un prigioniero di guerra sovietico che nascose la sua etnia quando fu catturato dai tedeschi. Non ha mai rivelato la sua vera etnia ai membri dell'UPA quando venne da questi reclutato per fare propaganda in quanto di buona istruzione, e non è stato un entusiasta sostenitore del nazionalismo ucraino.

### La seconda guerra polacco-ucraina(2011)
In questo libro, V"jatrovyč descrive i massacri di polacchi in Volinia come un reciproco salasso a seguito della guerra civile piuttosto che una campagna coordinata di pulizia etnica da parte dei nazionalisti ucraini contro i polacchi. Nel tentativo di scagionare i nazionalisti ucraini, Viatrovich presenta il massacro di civili polacchi da parte dell'UPA come parte di un conflitto militare, cioè come una guerra tra polacchi e ucraini, che chiama la seconda guerra polacco-ucraina, insinuando così che gli eventi che descrive erano una continuazione della guerra polacco-ucraina (1918-1919). V"jatrovyč cerca di dimostrare che non c'era alcun ordine della leadership dell'OUN per lo sterminio della minoranza polacca e il massacro di Volinia fu solo una ribellione spontanea dei contadini ucraini provocata dai polacchi. "La seconda guerra polacco-ucraina" è stata accolta nell'Ucraina occidentale con entusiasmo acritico.
La maggior parte delle recensioni accademiche del libro sono state molto critiche, criticando V"jatrovyč per aver imbiancato noti crimini nazionalisti ucraini. L'unica eccezione è stata per Alexander J. Motyl. Ivan Katchanovski, dell'Università di Ottawa, afferma che l'obiettivo di V"jatrovyč nel diffondere la sua narrazione era quello di "ripristinare il buon nome di Bandera" soprattutto nei mass media e nelle pubblicazioni non accademiche o non scientifiche. Secondo Hryciuk, la versione degli eventi presentata nel libro era di fatto falsa. Altre recensioni pubblicate nei media accademici da Per Anders Rudling, Grzegorz Rossoliński-Liebe, Andrzej Leon Sowa, Ihor Ilyushyn, Andrij Portnov, Andrzej Negativo anche Zięba.
Secondo Motyka, sebbene le sezioni del libro dedicate alla divisione SS-Galizia e al destino della popolazione ucraina in Polonia negli anni 1945-1947 abbiano un certo valore, il libro nel suo insieme è un'opera infruttuosa. Questa opinione è condivisa da Anjrzej Sowa. Nella sua recensione, Jared McBride ha notato il netto contrasto tra le pubblicazioni di buona qualità sul nazionalismo ucraino pubblicate da studiosi occidentali e La seconda guerra polacco-ucraina di Viatrovich, che ha definito "un'apologia miope e poco studiata della violenza nazionalista ucraina".
Per Rudling afferma che la monografia manca di qualsiasi valore accademico e raccomanderebbe "La seconda guerra polacco-ucraina" solo come fonte primaria per lo studio del negazionismo storico di estrema destra. Ha anche affermato che l'Harvard Ukraine Research Institute, che ha sostenuto il lavoro di Viatrovich con gli archivi di Lebed, "ha buone ragioni per riflettere sull'implicazione dell'associazione dell'Università di Harvard a questo tipo di attivismo".

## V"jatrovyč come personaggio pubblico
Nel maggio 2016, su Foreign Policy, Josh Cohen ha affermato che V"jatrovyč stava "imbiancando il passato dell'Ucraina". In una risposta pubblicata alcune settimane dopo V"jatrovyč ha assicurato a Cohen e ai lettori di Foreign Policy che la storia dell'Ucraina "era in buone mani".
V"jatrovyč è responsabile del divieto di riesumazione in Ucraina.

## Pubblicazioni
Secondo Andreas Umland, "V"jatrovyč non aveva allora, e a quanto pare non ha tuttora, alcuna pubblicazione accademica rilevante sottoposta a peer review".

### Monografie
- Tenente "Burlaka" (Sotennyj "Burlaka" - Сотенний "Бурлака"), 2000.
- UPA Raid sul territorio cecoslovacco (Rejdy UPA terenamy Čechoslovaččyny - Рейди УПА теренами Чехословаччини), Lviv, 2001 (oggetto della sua tesi di dottorato del 2004).
- L'esercito degli immortali: Insorti in immagini (Armija bezsmertnych. Povstans'ki svitlyny - Армія безсмертних. Повстанські світлини), Leopoli, 2002.
- Atteggiamenti dell'OUN nei confronti degli ebrei: formulazione di una posizione sullo sfondo di una catastrofe (Stavlennja OUN do jevreïv: formuvannja pozyciï na tli katastrofi - Ставлення ОУН до євреїв: формування позиції на тлі катастрофи.), Lviv, 2006.
- Relazioni polacco-ucraine, 1942-1947, nei documenti di OUN e UPA (ed. ) (Pol'sko-ukraïns'ki stosunky v 1942-1947 rokach u dokumentach OUN ta UPA - Польсько-українські стосунки в 1942—1947 роках у документах ОУН та УПА), Lviv.
- La seconda guerra polacco-ucraina. 1942-1947 (Druha pol's'ko-ukraïns'ka vijna. 1942-1947 - Друга польсько-українська війна. 1942-1947), Kiev, 2011; 2ª edizione rivista, 2012.
- Storia contrassegnata come "Materiale classificato" (Istorija z hryfom "Sekretno" - Історія з грифом "Секретно"), Kiev, 2011.
- Storia contrassegnata come "Materiale classificato": Nuovi soggetti (Istorija z hryfom "Sekretno": Novi sjužety - Історія з грифом "Секретно": Нові сюжети), Kiev, 2012.

### Opere collettive
- V. V"jatrovyč, R. Hryc'kiv, I. Derev"janyj, R. Zabilyj, A. Sova e P. Sodol', L'esercito ribelle ucraino: una storia di imbattuti (Ukraïns'ka Povstans'ka Armija: istorija neskorenych - В . В'ятрович, Р. Грицьків, І. Дерев'яний, Р. Забілий, А. Сова, П. Содоль. Українська Повстанська Армія: історія нескорених), Lviv, 2008. (versione digitale)